# Pilotagem de um avião

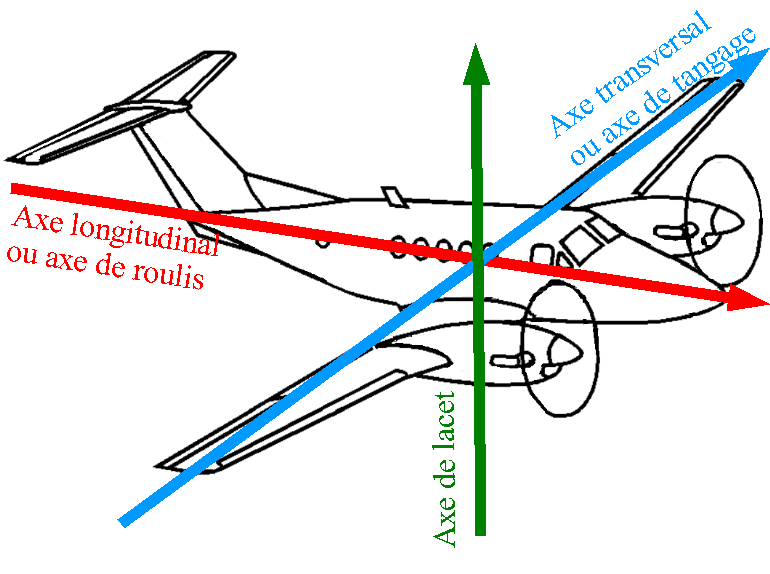
Os três eixos

A pilotagem de um avião engloba uma série de comandos e instrumentos destinados a realizar as manobras da aeronave. A pilotagem é um processo complexo, uma vez que o ser humano só está geralmente habituado nas suas deslocações a lidar com duas dimensões (comprimento e largura), enquanto na pilotagem há se considera também a altitude.

## Comandos
Na pilotagem de um avião o piloto dispõe do manche e dos pedais. O manche, assim chamado porque na origem era um cabo que se mexia da direita para a esquerda e se puxava ou empurrava, é atualmente composto pelo mesmo sistema para o movimento de puxar/empurrar mas em cima tem um volante (tipo automóvel) para os movimentos direita/esquerda.
Ao ser rodado para direita/esquerda, o volante aciona  os ailerons. Ao ser puxado/empurrado aciona o profundor. O apoio nos pedais aciona o leme de direcção.
Existe também um acelerador manual semelhante ao dos navios, comandos de ajustes de mistura de ar/combustível e pode haver um comando de controle das pás das hélices.

## Instrumentos

Os seis instrumentos básicos de um avião. Em cima: velocímetro, horizonte artificial e altímetro; em baixo: indicador de curva, giro direcional e variômetro.

Os instrumentos relacionados diretamente com o voo são:
- Velocímetro - mede a velocidade;
- Altímetro - indica a altitude, em pés;
- Variômetro - mede a velocidade vertical;
- Bússola - para indicar a proa bússola;
- Horizonte artificial - que permite conhecer a inclinação lateral e o ângulo entre o eixo horizontal da nave em relação ao horizonte, a sua inclinação longitudinal.

## Eixos
Num avião há três eixos de rotação que são;
- Eixo longitudinal - uma linha imaginária que cruza o avião do nariz à cauda - linha vermelha (Roulis);
- Eixo transversal - uma linha imaginária que cruza o avião de uma extremidade à outra da  asa - linha azul (Tangage);
- Eixo vertical - uma linha imaginária que atravessa o avião de cima para baixo  - linha verde (Lacet);

O ponto onde se encontram as 3 linhas imaginárias é o centro de gravidade do avião.
Como a cada eixo corresponde um movimento associado também se poderia falar de:
- Eixo longitudinal -  movimento de rolagem com  aileron (Eng - Roll)
- Eixo transversal - movimento de arpagem com o profundor (Eng - Pitch)
- Eixo vertical  - movimento de direcção com o leme vertical (Eng - Yaw )

### Eixo longitudinal
A aeronave gire em torno do eixo longitudinal, movimento este conhecido por rolagem ou rolamento, quando se roda para a direita e a esquerda o volante no manche do avião. As superfícies aerodinâmicas que actuam na execução deste movimento são os ailerons situados na parte traseira, o bordo de fuga, das extremidades das asas.
Na prática, e em condições normais de voo uma volta de 360º só será possível em seu eixo longitudinal, sendo  o movimento em seus outros dois eixos limitados pelas forças aerodinâmicas da aeronave, possibilitando apenas uma inclinação moderada.

### Eixo transversal
O movimento de subir/descer da aeronave,  movimento  denominado arfagem, é dado pela superfície de controlo móvel horizontal existente na extremidade traseira da cauda (empenagem) dos aviões. O apêndice que efectua esse movimento chama-se  profundor, o leme de profundidade. 
O movimento para frente e para trás do manche actua no eixo transversal da aeronave inclinado o nariz desta para baixo, movimento de picar;  e para cima, movimento de cabrar (ver: flap).

### Eixo vertical
A   aeronave gire em torno de seu eixo vertical, para a esquerda ou direita, segundo a pressão exercida nos pedais (como os dos automóveis),ao pisar no pedal esquerdo, o avião faz uma guinada (vira) para a esquerda e vice-versa.
Este comando é responsável pelo movimento em torno do eixo vertical, de guinada, accionando o leme de direcção com os pedais.

## Galeria
Movimento rotação segundo o eixo

Eixo longitudinal - Rolagem (comandável com aileron)
Eixo transversal - Arfagem (comandável pelo profundor)
Eixo vertical  - Leme de direção (comandável com pedais)